# Ziemia michałowska
Ziemia michałowska (łac. Terra Michaloviensis, niem. Michelau) – kraina historyczna oraz jednostka terytorialna w dawnej Polsce. Dawniej była ściśle związana z ziemią dobrzyńską. Od 1317 r. zaczęła przynależeć do ziemi chełmińskiej.

## Nazwa
Nazwa regionu pochodzi od Michałowa – w średniowieczu grodu osłaniającego ziemie polskie przed atakiem Prusów. W pewnym czasie swego istnienia miejscowość podupadła na skutek zniszczeń spowodowanych pożarem. Od 1 czerwca 1934 Michałów zaczął przynależeć do Brodnicy, leżącej w bezpośrednim sąsiedztwie po drugiej stronie Drwęcy.

## Położenie
Za czasów piastowskich rzeka Drwęca w okolicach dzisiejszej Brodnicy rozdzielała dwa terytoria – tereny położone na jej prawym brzegu (patrząc z biegiem rzeki) należały do ziemi chełmińskiej, na lewym zaś do ziemi michałowskiej.

## Historia

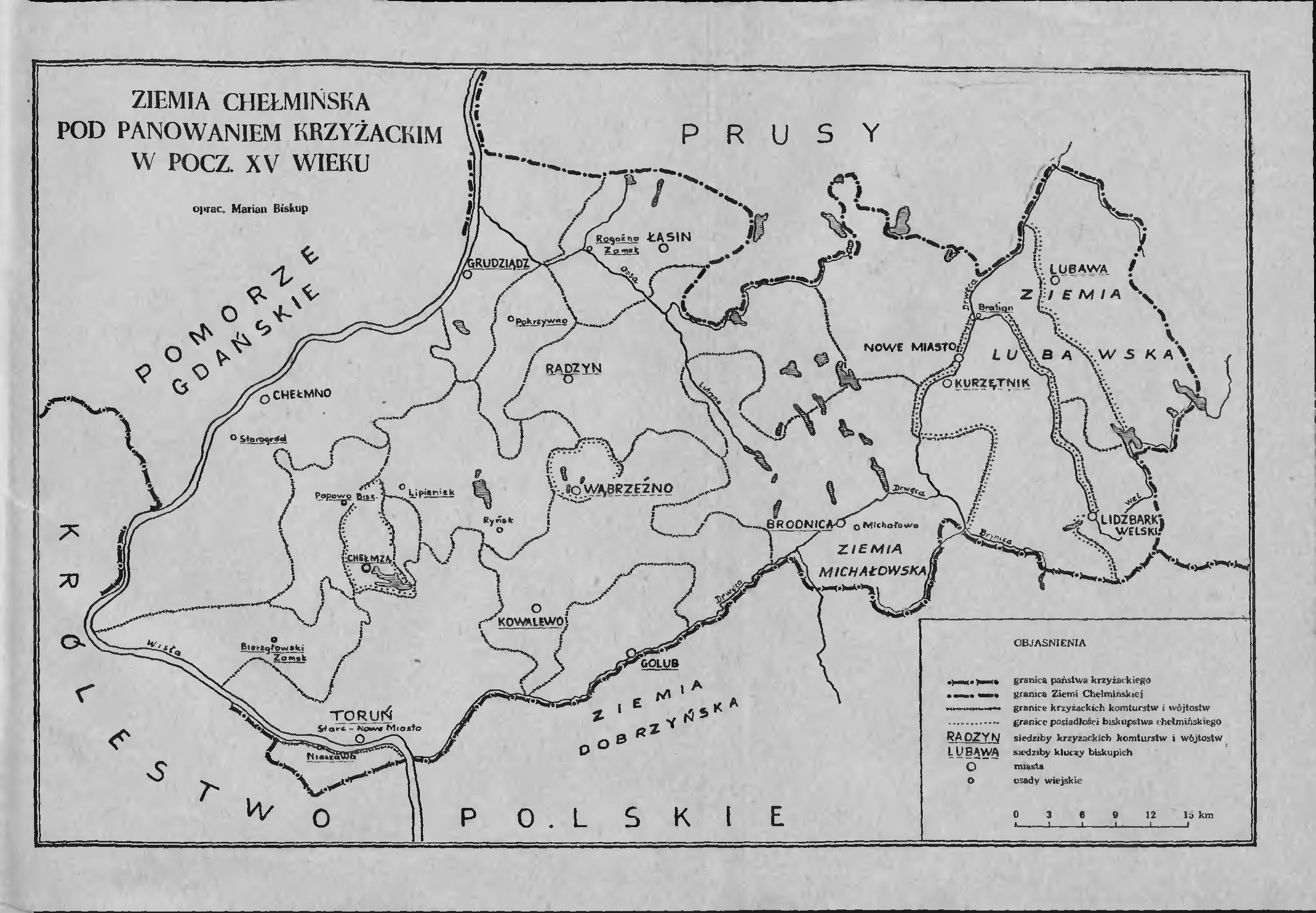
Ziemia chełmińska z ziemią michałowską w pocz. XV w.

W XI wieku ziemia michałowska została włączona w skład monarchii Piastów. W okresie rozbicia dzielnicowego należała do Mazowsza. Była okresowo najeżdżana przez plemiona pruskie, co spowodowało potrzebę przeniesienia kasztelanii z grodu w Świeciu nad Drwęcą (Grążawy) do grodu w Michałowie. W 1303 roku bratanek Łokietka, książę Leszek inowrocławski, oddał ziemię michałowską w zastaw Krzyżakom. W 1317 roku Leszek sprzedał im ziemię michałowską, w związku z czym znalazła się pod kontrolą krzyżacką.
Od 1466 roku ziemia michałowska wróciła ponownie w granice Królestwa Polskiego. W XIV i XV wieku stanowiła niejednokrotnie przedmiot sporu polsko-krzyżackiego. Po powrocie tego obszaru do Królestwa Polskiego na mocy II pokoju toruńskiego w 1466 r. region ten wszedł w skład województwa chełmińskiego jako powiat michałowski, który objął swym terenem całą ziemię lubawską, michałowską oraz wschodnią część ziemi chełmińskiej. Jego powierzchnia wynosiła 1 873 km², co stanowiło 40% obszaru całego województwa. W powiecie istniały dwa starostwa: bratiańskie i brodnickie (czasowo wyodrębniano z niego klucz lidzbarski jako starostwo lidzbarskie). Patrząc pod kątem obecnego podziału administracyjnego, powiat michałowski obejmował tereny dzisiejszych powiatów: brodnickiego, nowomiejskiego, część iławskiego i działdowskiego.